# Amy Winehouse at The BBC (boxset)
Amy Winehouse at The BBC è un box set live, postumo, della cantante inglese Amy Winehouse.

## Tracce

### Disco 1 (DVD)
Live at Jools Holland
1. Stronger Than Me
2. Take The Box
3. Teach Me Tonight feat. Jools Holland
4. Rehab
5. Tenderly feat. Jools Holland
6. Tears Dry On Their Own
7. Monkey Man feat. Jools Holland
8. I Heard It Through The Grapevine feat Paul Weller and Jools Holland
9. Don't Go To Strangers feat. Paul Weller and Jools Holland
10. Love Is A Losing Game

### Disco 2 (CD)
1. Know You Now (Leicester Summer Sundae 2004)
2. Fuck Me Pumps (T In The Park 2004)
3. In My Bed (T In The Park 2004)
4. October Song (T In The Park 2004)
5. Rehab (Pete Mitchell 2006)
6. You Know I'm No Good (Jo Whiley Live Lounge 2007)
7. Just Friends (Big Band Special 2009)
8. Love Is A Losing Game (Jools Holland 2009)
9. Tears Dry On Their Own (Jo Whiley Live Lounge 2007)
10. Best Friends, Right? (Leicester Summer Sundae 2004)
11. I Should Care (The Stables 2004)
12. Lullaby Of Birdland (The Stables 2004)
13. Valerie (Jo Whiley Live Lounge 2007)
14. To Know Him Is to Love Him (Pete Mitchell 2006)

### Disco 3 (DVD)
At BBC One Sessions Live at Porchester Hall

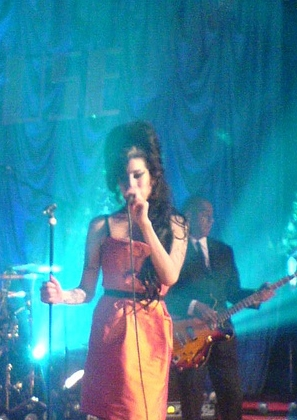
Amy Winehouse a Porchester Hall

1. Know You Now
2. Tears Dry On Their Own
3. You Know I'm No Good
4. Just Friends
5. He Can Only Hold Her
6. I Heard Love Is Blind
7. Rehab
8. Take The Box
9. Some Unholy War
10. Back to Black
11. Valerie
12. Addicted
13. Me & Mr Jones
14. Monkey Man

### Disco 4 (DVD)
Amy Winehouse- The Day She Came To Dingle 
- Documentary

1. Tears Dry On Their Own
2. You Know I'm No Good
3. Love Is A Losing Game
4. Back To Black
5. Rehab
6. Me & Mr Jones